# 天橋上的魔術師
《天橋上的魔術師》（英語：The Magician on the Skywalk）是2021年由公共電視文化事業基金會與台灣大哥大MyVideo共同出品的旗艦影集，原子映象製作，歷時五年打造，改編自作家吳明益同名小說，重現1980年代臺灣台北市中華商場榮景的魔幻寫實劇作，由莊凱勛、孫淑媚、楊大正、朱軒洋領銜主演， 本劇於2021年在公共電視首播。
2021年2月20日在公視主頻、MyVideo同步首播。公視+則於晚間23.00以4K版本上映播出。2021年5月29日LINE TV全劇上架。2023年8月24日LiTV 線上影視全劇上架。

## 原版小說
作者為吳明益，繪者為Via 方采頤，由夏日出版於2011年11月30日初版。

## 製作

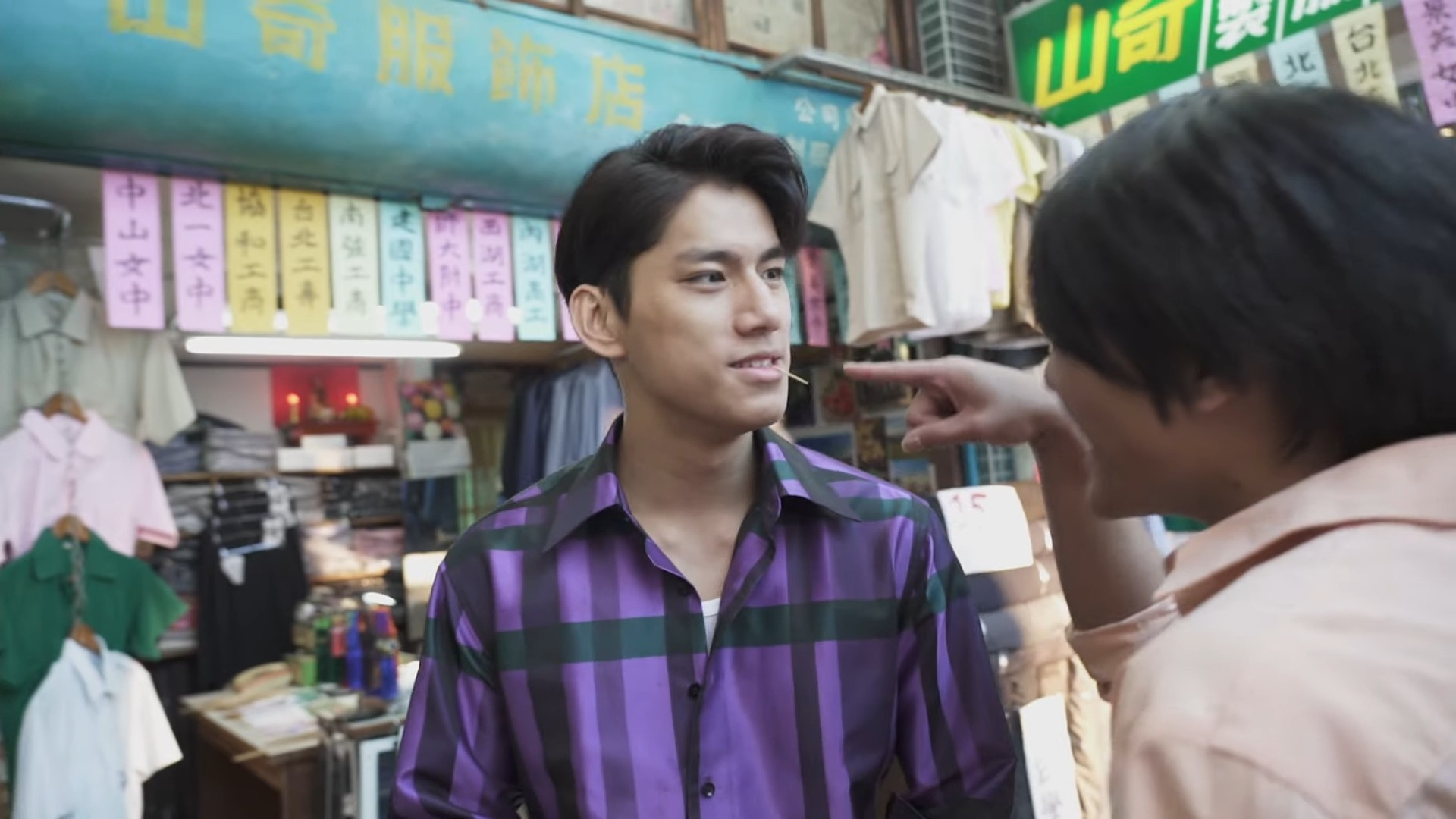
拍攝片場

2016年底，公視取得《天橋上的魔術師》小說改編授權，先請編劇蔡宗翰與劉梓潔寫成10集劇本。2018年初，公視以新臺幣1.55億元預算徵求製作團隊，最終由編導楊雅喆領軍的團隊出線，重新改寫劇本。將原作橫跨30年的劇情，聚焦在臺灣解嚴前後的孩童與青少年主角群，以易產生共鳴的家庭情感切入，延伸出鄰里關係，譜出1980年代的台灣文化氛圍。同時也探討生死、白色恐怖等嚴肅議題，並傳達「消失」的核心概念。

### 美術
此劇主景是過去曾為大臺北地區最大的公有綜合商場「中華商場」，是在新北市汐止區搭建占地2公頃的大型片場空間。並與韓國視覺特效公司「4th Creative Party」及台灣「轅年視覺」等其他特效團隊合作，結合數位素材及中華民國文化部「台灣高階數位模型建置案」建置的中華商場3D模型輔助此劇，精心重現中華商場拆除前西門町的榮華場景。粗估特效預算約新臺幣8,000萬元。
該場景由美術指導王誌成與其團隊負責，依據歷史照片、影片及文獻資料復原中華商場的外觀與內部格局。片場建造了三層樓結構，約50間店舖，並透過雙面招牌與拍攝角度模擬不同棟別（第五棟與第六棟）的街景，以節省場景搭建成本並增加拍攝彈性。場景搭建期間，導演已帶領部分演員進入片場試戲。為配合拍攝需求，商場三層樓皆建於地面層，以提供更大的攝影空間並提升拍攝效率。原計畫在拍攝期間對外開放片場參觀，但2019冠狀病毒病臺灣疫情影響，主管機關取消了相關安排，片場僅限劇組及受邀人員進入。
根據時任公共電視文化事業基金會董事長陳郁秀表示，中華商場場景原為劇組拍攝需求，在建商工地上搭建的一次性建築，租期至3月底。若公共電視決定開放民眾參觀，建商同意配合並延長租期。公共電視與劇組曾在一個月內討論並籌備開放事宜，以回應外界關注。隨後因疫情持續，公共電視最終決定不對外開放。為保存該場景，劇組在拆除時以拍照與錄影記錄全過程，並對各部分進行編號，供日後有需要時重建參考。
角色服裝設計由王佳惠擔任，參考1980年代臺灣流行趨勢及當時受歡迎的歐美、日本影視文化，並蒐集大量民間提供的老照片作為依據。美式影集如《天才老爹》與《邁阿密風雲》、日本偶像如松田聖子與中森明菜等的造型元素，皆融入劇中角色服裝設計中。角色服裝依劇中人物的家庭收入、社會地位與性格設定進行安排。魔術師一角在造型設計初期由導演提供參考照片，莊凱勛也加入了討論。最終選擇長髮造型以增加造型變化空間。劇情初期角色外觀刻意營造為外表邋遢的流浪漢形象，髮質乾燥並帶有異物，以符合當時戒嚴時期的社會氛圍。隨劇情推進，角色形象逐漸轉為整齊並具有象徵性，以反映劇中人物的發展。

## 取景

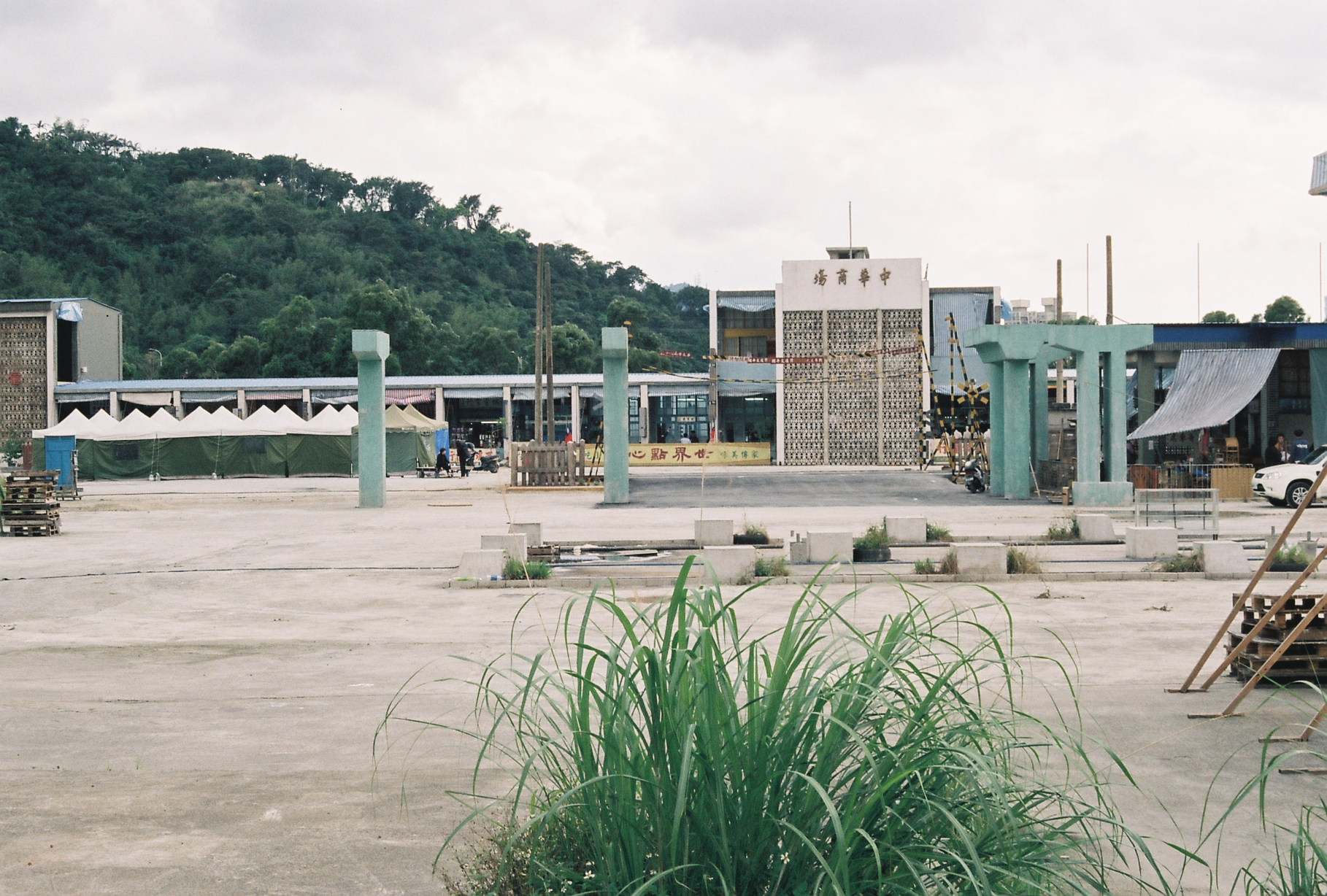
在新北市汐止區搭建的中華商場。

- 新北市（主要場景）
  - 三重區大同市民活動中心
  - 汐止區雍和台北園區自搭景
  - 瑞芳區街道
  - 樹林區藝文中心
  - 淡水區六塊厝漁港
  - 新莊區新莊廣福宮

- 台北市
  - 萬華區「標點符號桌遊店」後門
  - 中正區紅爐牛排館、梅家堡理髮廳

- 基隆市
  - 中山陸橋
  - 慈靈宮

- 桃園市
  - 中源戲院
  - 許厝港溼地
  - 龍潭國中

## 播出時間

### 首播
| 頻道       | 所在地 | 播出日期                | 播出時間                  |
| 公視主頻   | 臺灣   | 2021年2月20日 - 3月20日 | 每週六21:00 （2集連播）   |
| 華視主頻   | 臺灣   | 2021年4月3日 - 5月29日  | 每週六21:00 （20:00重播） |
| 東森戲劇台 | 臺灣   | 2021年6月6日 - 7月4日   | 每週日20:00 （2集連播）   |
| TVBS歡樂台 | 臺灣   | 2021年12月25日 -        | 每週六22:00 （2集連播）   |

### 網路平台
| 頻道          | 所在地 | 播出日期                | 播出時間                        |
| myVideo       | 臺灣   | 2021年2月20日 - 3月20日 | 每週六21:00 （和公視同步播出）  |
| Netflix       | 臺灣   | 2021年2月20日 - 3月20日 | 每週六22:00 （23:00上架另一集） |
| 公視+         | 臺灣   | 2021年2月20日 - 3月20日 | 每週六23:00 （一次上架2集）     |
| LiTV 線上影視 | 臺灣   | 2023年8月24日           |                                 |

## 演員列表

### 主角
| 演員   | 角色   | 介紹 | 出場集數 |
| 莊凱勛 | 魔術師 | 本作主角，穿梭在商場裡，平時在中華商場天橋上擺攤，看盡人生百態，穿著軍外套、腳踏軍靴、一卡皮箱的神秘男子。最常變的戲法是鑰匙、鐵環，還有一個會動起來的紙做小黑人。 | 1-10     |

### 陳家
| 演員   | 角色   | 介紹 | 出場集數              |
| 李奕樵 | 陳明勝 | 綽號「小不點」，西門國小學生，個性古靈精怪，且富有生意頭腦，平時拿著店裡的鞋墊在商場兜售，對世界充滿純真的好奇，至尊元為『小黑人』。為父母經常吵架感到難過。                                 | 1-10                  |
| 初孟軒 | 陳明憲 | 綽號「諾里」（Nori），小不點的哥哥，建國中學學生，斯文細心且異性緣佳，常常換女友，也是商場眾所皆知的資優生，橄欖球隊長。私底下有段不能向眾人透露的秘密，最終前往了99樓，至尊元為『櫻花樹』。 | 1-3，6-7， 10（回憶） |
| 孫淑媚 | 美枝子 | 綽號「點媽」，鶴佬人，明勝和明憲的母親，發記皮鞋行的老闆娘，是商場有名的悍婦，十分迷信天迷通，但也會與商場上一些婆媽聊起八卦。因疼愛與期盼大兒子明憲能讀台大電機系而造成小不點的吃醋。       | 1-2，4-7，9-10        |
| 楊大正 | 點爸   | 鶴佬人，明勝和明憲的父親，發記皮鞋行的老闆，個性沉默寡言。無法忍受妻子的迷信。 | 1-2，4-7，9-10        |

### 謝家
| 演員   | 角色   | 介紹 | 出場集數         |
| 羅謙紹 | 謝季恩 | 綽號「阿蓋」，西門國小學生，也是小不點最要好的死黨兼同班同學，講義氣性格，非常喜歡小珮，至尊元為『石獅子』。                                                               | 1-6，8-10        |
| 朱軒洋 | 謝派恩 | 綽號「阿派」（Pi），阿蓋的哥哥，中國海專（現為台北海洋科技大學）學生，是位喜歡裝酷耍帥，個性瀟灑的時下少年，經常靠著油腔滑調的嘴上功夫吸引學生購買制服，至尊元為『貓妖』。 | 1-8， 10（回憶） |
| 黃舒湄 | 蓋媽   | 客家人，季恩和派恩的母親，配鎖刻印的老闆娘。平時也兼營牛仔褲修改好賺點外快，因患有小兒麻痺走路需靠輔助器行動，非常懂得察言觀色來與人相處。                                 | 1-7，9           |
| 溫吉興 | 蓋爸   | 客家人，季恩和派恩的父親，配鎖刻印的老闆，患有小兒麻痺。 | 1-7              |

### 王家
| 演員                | 角色   | 介紹                                                           | 出場集數            |
| 曾郁恒              | 王立業 | 綽號「阿卡」，西門國小學生，也是小不點最要好的死黨兼同班同學。 | 1-6，8-10           |
| 宋柏緯              | 王立澤 | 綽號「阿澤」，阿卡的哥哥，精通樂器的文藝青年。                 | 2-3，8， 10（回憶） |
| 陳如山 （特別演出） | 澤爸   | 富裕本省人家，立業和立澤的父親，名家樂器行的老闆。             | 3                   |

### 歐家
| 演員                | 角色     | 介紹 | 出場集數                   |
| 偉莉莎              | 歐幼婷   | 綽號「特莉莎」，西門國小學生，個性沈默寡言、混有白俄血統的怪奇金髮女孩。小不點的同班同學，常被較幼稚的男同學嘲弄。靠著想像治療自己的創傷，也因此與小不點展開互動。至尊元為『金魚』。 | 2，4，5，7，9， 10（回憶） |
| 李明哲              | 天靈通   | 外省人，幼婷的父親，經營宮廟「天靈通」的江湖術士。以金魚作法，對女兒有強烈佔有慾。因不滿特莉莎與小不點親近，而剪去她的長髮。                                                         | 2，7，9                    |
| 薛姝瑀 （特別演出） | 蒙娜麗莎 | 特莉莎的姊姊，被謠傳是在商場廁所自殺的失蹤女子，特莉莎則說其在墾丁工作。結尾時將離家出走的妹妹帶走。                                                                                 | 9                          |

### 柴家
| 演員   | 角色   | 介紹 | 出場集數         |
| 林潔宜 | 柴文珮 | 綽號「大珮」，西門國小學生，一位害羞內斂的女孩，是小不點的同班同學，也是阿蓋的雙胞胎表姊。至尊元為『文鳥』，在火災中被小珮救出，成為家中唯一的倖存者，後被謝家收養。 | 1-5，10          |
| 林潔旻 | 柴心珮 | 綽號「小珮」，西門國小學生，一位活潑外向的女孩，是小不點的同班同學，也是阿蓋的雙胞胎表姊和暗戀對象。至尊元為『文鳥』，在救出姊姊後與父母在火場中喪生。               | 1-5， 10（回憶） |
| 方意如 | 珮媽   | 客家人，文珮和心珮的母親，文興書局的老闆娘，也是蓋媽的妹妹，與家人在火場中喪生。                                                                                     | 1-2，4-5         |
| 劉士民 | 珮爸   | 外省人，文珮和心珮的父親，文興書局的老闆，過去曾讀過西南聯大。其經營書店翻印《自由中國》等書籍被特務發現，燒燬書籍時不慎引燃書店，與家人在火場中喪生。               | 1-2，4-5         |

### 馬家
| 演員                | 角色   | 介紹 | 出場集數          |
| 盧以恩              | 馬湘蘭 | 綽號「小蘭」，一位個性直率、灑脫、豪放的青少女，過去是阿派的小學同學，在故事中與阿猴兩情相悅而成為一對情侶。後來則考上台灣大學就讀，隨著時間的流逝，兩人的感情也開始動搖。 | 3，8， 10（回憶） |
| 趙正平 （特別演出） | 土匪   | 湘蘭的父親，光明眼鏡行老闆，一位充滿氣魄的男子，傳言年輕時曾經混過幫派。                                                                                                   | 3，8              |

### 張家
| 演員   | 角色 | 介紹 | 出場集數             |
| 鄭豐毅 | 小八 | 點心世界的員工，老張的養子，同性戀者。向小不點等人展露出其陰柔特質的一面，對日本偶像相當仰慕。被商場的一些學生作為欺凌對象，最終在夜晚的廁所中被黃龍等人騷擾，後因激烈撞擊而身亡，至尊元為『羽毛』。 | 1，3，6， 10（回憶） |
| 高振鵬 | 老張 | 點心世界的老闆，小八的養父。 | 6，10                |

### 其他角色
| 演員                | 角色   | 介紹 | 出場集數          |
| 羅士齊              | 侯立誠 | 綽號「阿猴」，個性憨厚、單純，來到台北打拼賺錢，並在制服訂做店打工的原住民，與阿派相當要好，在故事中與小蘭兩情相悅而成為一對情侶，後因接到海軍的三年兵單而暫先離開商場，隨著時間的流逝，兩人的感情也開始動搖。 | 3，8， 10（回憶） |
| 袁富華 （特別演出） | 唐先生 | 從香港來到中華商場開設高級訂製西服店，個性溫文儒雅的中年男子，經常與店裡的貓說話。至尊元為『貓妖』。 | 3                 |
| 温貞菱 （特別演出） | 奈保子 | 在商場看板經常出現的知名日本偶像，也是眾人仰慕的女歌手，人物原型為日本80年代的女性偶像歌手河合奈保子。 | 2，6              |
| 萬芳 （特別演出）   | 老師   | 謹遵國家教育的體制，於西門國小任教的教師，同時也是小不點等人的班導，似乎有著不可告人的秘密。 | 4-5               |
| 王渝屏 （特別演出） | 黃小平 | 黃龍的妹妹，商場幫派的不良學生之一，曾與Nori短暫交往過。 | 6，7              |
| 巫建和 （特別演出） | 黃龍   | 黃小平的哥哥，商場幫派的不良學生領袖，一心只想替妹妹出口氣，不料卻引發一起擦槍走火的事件。 | 6，7              |
| 陳恩甄              | 婦人   | 商場的婦人，也是點媽的好朋友。 | 4-7，9            |

### 特別演出
| 演員     | 角色         | 介紹                                                                                         | 出場集數 |
| 黃柔閩   | 女醫師       | 泌尿科診所的女醫師，對小不點與阿蓋進行檢查，發現生殖器發炎，建議他們可以進行割包皮手術。     | 1        |
| 蔡阿炮   | 客訴家長     | 學生父親，認為魔術師是詐騙份子，而向魔術師客訴的家長。                                       | 2        |
| 鄭有傑   | 馬頭特務     | 經常拿著相機拍攝的神秘男子，蹤跡詭祕，對於商場的人民瞭若指掌。實際身份為警備總部的情治人員。 | 4        |
| 伊馮     | 天橋上的客人 | 客串登場，與點媽擦肩而過而相遇。                                                             | 7        |
| 鈴木有樹 | 日本人       | 到點媽家買鞋的日本客人，似乎認識Nori。                                                       | 7        |
| 范姜彥豐 | 學長         | 湘蘭的學長，台灣大學學生，吉他社成員。                                                       | 8        |
| 梁湘華   | 戲院後台小姐 | 戲院後台的小姐。                                                                             | 10       |

### 其他演出
- 王真琳飾 富家千金
- 林志謙 飾 窮小子阿兵哥
- 陸姵予 飾 西門國小的美女老師
- 閻成誠 飾 阿猴的同事
- 石歡 飾 阿猴同事把不到的妹
- 童毅軍 飾 買書客人
- 汪禹丞 飾 特務
- 方語晴 飾 紫裙女子
- 千苡桐 飾 理容院的小真
- 連婉甯 飾 車掌小姐
- 王以琳飾
- 洪義 飾 西餐廳的小提琴手
- 林亞佑飾 阿猴軍中學長
- 郭茂銓飾 阿猴軍中學長
- 莫樂 飾 舒麒（第七集天橋上的伊馮旁邊白衣那個）
- 何育涵 飾 奈保子的保鑣
- 洪群鈞 飾 A賓
- 黃栩薇 飾 西門國小美術老師
- 葉明廣 飾 討債人
- 蘇小斐飾 商場婦人
- 陳奈利飾 商場婦人
- 羅宏任 飾 商場鄰居
- 湯茹涒 飾 商場鄰居
- 周法甜 飾 商場孩子
- 廖苡芯 飾 商場孩子
- 余彥宸 飾 商場孩子
- 陳元豪 飾 商場孩子
- 賴震澤 飾 西門國小老師
- 王誌成 飾 畫室老闆
- 翁嘉薇 飾 前台售票小姐
- 黃瓊慧 飾 江素雲
- 莘太 飾 謝文遠
- 辛樹芬 飾 江素雲（影像客串）
- 王晶文 飾 謝文遠（影像客串）
- 退伍軍人老李（影像客串）
- 達利 飾 黑貓
- 蕭框 飾 第七集被流氓欺負的扮裝鋼管辣妹
- 潘重廷 飾 未來小子(第十集戀戀風塵畫面裡吃玉米的男孩)

## 配樂
| 曲序 | 曲目                                 |                                                   | 作曲                       | 编曲          | 演唱／演奏    | 备注   |
| ---- | ------------------------------------ | ------------------------------------------------- | -------------------------- | ------------- | ------------- | ------ |
| 1.   | 之乎者也                             | 羅大佑                                            | 羅大佑                     |               | 羅大佑        | 片頭曲 |
| 2.   | 你著忍耐                             | 廖信富                                            | 董明正                     |               | 江蕙          |        |
| 3.   | A-Ba-Ni-Bi                           | 埃胡德·麥諾（原文） 陳雲山（中文詞）              | 奴莉特·赫什                | 張學瀚 許叔男 | 許叔男        |        |
| 4.   | 泰山男孩                             | 莫里齊奧·巴西、奈米·哈克特（原文） 施立（中文詞） | 莫里齊奧·巴西              |               | 九澤CP        |        |
| 5.   | 四季                                 |                                                   | 安東尼奧·韋瓦第            |               |               |        |
| 6.   | 降D大調第3號安慰曲                   |                                                   | 李斯特·費倫茨              |               | 張峰毓        |        |
| 7.   | 你家大門                             | 晨曦                                              | 亞倫·H·施勒德 西德·韋恩    |               | 鳳飛飛        |        |
| 8.   | 降B小調夜曲第9號作品之1              |                                                   | 弗雷德里克·蕭邦            |               | 張峰毓        |        |
| 9.   | 讓我哭泣吧                           |                                                   | 格奧爾格·弗里德里希·韓德爾 |               | 永田愛 王彙筑 |        |
| 10.  | Smile For Me                         | 龍真知子                                          | 馬飼野康二                 | 大村雅朗      | 河合奈保子    |        |
| 11.  | C小調第8號鋼琴奏鳴曲第13作品第二樂章 |                                                   | 路德維希·范·貝多芬         |               | 張峰毓        |        |
| 12.  | 最後一次溫柔                         | 陳昇                                              | 陳昇                       |               | 陳昇          |        |
| 13.  | 藍色啤酒海                           | 楊立德                                            | 黃韻玲                     |               | 黃韻玲        |        |
| 14.  | 歲月的船                             |                                                   | 陳明章 許景淳              |               | 許景淳        |        |
| 15.  | 為何夢見他                           | 邱晨                                              | 邱晨                       |               | 丘丘合唱團    |        |
| 16.  | 回憶停留                             | 張學瀚                                            | 張學瀚                     |               | 張學瀚        |        |
| 17.  | 再會啦我的愛人                       | 張峰毓                                            | 張峰毓                     | 張峰毓        | 周智輝        |        |
| 18.  | Dance你和我                          | 張峰毓                                            | 張峰毓                     | 張峰毓        | 張峰毓        |        |
| 19.  | Come Home                            | 艾力克斯·貝羅扎                                   | 艾力克斯·貝羅扎            |               |               |        |
| 20.  | 時間·時間                            | 陳零九 張伍                                       | 陳零九                     | 黃雨勳        | 陳零九        | 宣傳曲 |
| 21.  | 小心翻閱                             | 張伍 孫盛希                                       | 孫盛希 米奇林              | 王韻筑        | 孫盛希        | 片尾曲 |

## 分集劇情大綱
| 集數 | 標題       | 劇情大綱 | 首播日期      | 公視收視率 |
| ---- | ---------- | --- | ------------- | ---------- |
| 1    | 九十九樓   | 中華商場皮鞋店的二兒子小不點，在天橋擺攤時遇見魔術師，對魔術師產生好奇。 菜刀陳的兒子發狂，砍掉爸爸的耳朵後跑進商場的廁所，居然就此消失了。小不點與死黨阿蓋、阿卡一起探索傳說中商場第99層樓的秘密。                                       | 2021年2月20日 | 1.00       |
| 2    | 小黑人     | 小不點買下道具變魔術給同學看，並目睹魔術師賣的紙製小黑人動了起來，魔術師說，修行夠的人才看得到。 恍惚間，小不點跟著魔術師肩上的小黑人上到商場頂樓，阿蓋的哥哥阿派和小不點的哥哥Nori焦急地尋找小不點。                                     | 2021年2月20日 | 0.76       |
| 3    | 水晶球     | 阿派和家裡開樂器行的阿澤都想追求眼鏡行老闆的女兒小蘭，但是馬小蘭喜歡的是在布店打工的原住民阿猴。 阿派為了賺錢開始混幫派，在妓院門口拉客時被小蘭看見。阿猴要入伍服役了，商場裡的好朋友幫他開歡送派對，尷尬的阿派沒有參加。                 | 2021年2月27日 | 0.83       |
| 4    | 石獅子     | 書店的雙胞胎姐妹大珮和小珮自己畫漫畫，小不點和阿蓋幫她們賣給同學。四人去廟裡玩，雙胞胎試著求籤，籤條卻是空白的。阿蓋對石獅子不敬，此後睡覺時像是被石獅附身般夢遊出門，目睹商場的夜間活動。 雙胞胎的父母私下翻印販售禁書，遭特務暗中監視。 | 2021年2月27日 | 0.94       |
| 5    | 文鳥       | 書店發生大火，小珮和父母喪生，只有大珮生還，開鎖印店的謝家收養了她。大珮帶著對小珮的思念活下去，稍後謝家養了兩隻文鳥，取名小雲與小樹。 | 2021年3月6日  | 0.92       |
| 6    | 影子       | Nori是人人稱羨的建國中學資優生，也是運動健將。但他其實一直掙扎於自我的性別認同，渴望穿女裝打扮自己。最後，他前往了99樓。 | 2021年3月6日  | 1.15       |
| 7    | 火柴       | Nori點燃了通往99樓的鑰匙——火柴，他消失後，家人急切地四處尋找。某天，一位日本客人造訪皮鞋店，留下一盒火柴，母親點燃後，看見了Nori的心願與夢想。                                                                                            | 2021年3月13日 | 0.89       |
| 8    | 錄音帶     | 原住民阿猴不太識字，入伍後只能利用錄音帶與馬小蘭交換生活點滴。小蘭考上大學，兩人的條件落差太大，情感逐漸疏遠，最終分手。阿猴懷疑小蘭出軌，情緒激動之下攜械離營，來到商場，舉槍對準小蘭。                                                  | 2021年3月13日 | 0.95       |
| 9    | 金魚       | 特莉莎的父親在商場經營宮廟，他使用金魚作法。特莉莎的水壺裡有魔術師變給她的透明金魚，能讓她暫時逃離痛苦的現實。最後，特莉莎選擇離開商場。                                                                                                  | 2021年3月20日 | 0.85       |
| 10   | 超時空手錶 | 小不點的手腕上有Nori幫他畫的超時空手錶。在Nori消失後，母親對小不點的氣話讓他十分傷心，決定去99樓，卻變成隱形人，再也沒人看得到他。起初似乎很有趣，但他漸漸害怕被人遺忘，央求魔術師讓他離開99樓。                                          | 2021年3月20日 | 0.82       |

## 作品的變遷
| 臺灣 公視主頻 每週六 21:00 - 23:00       | 臺灣 公視主頻 每週六 21:00 - 23:00                  | 臺灣 公視主頻 每週六 21:00 - 23:00 |
| ---------------------------------------- | --------------------------------------------------- | ---------------------------------- |
|                                          | 天橋上的魔術師 （2021年2月20日－2021年3月20日）     |                                    |
| 大債時代 （2021年1月2日－2021年1月30日） | 老姑婆的古董老菜單 （2021年3月27日－2021年4月24日） |                                    |

| 臺灣 華視主頻 每週六 21:00 - 22:00 · 4月3日 20:00 - 22:00 | 臺灣 華視主頻 每週六 21:00 - 22:00 · 4月3日 20:00 - 22:00  | 臺灣 華視主頻 每週六 21:00 - 22:00 · 4月3日 20:00 - 22:00 |
| --------------------------------------------------------- | ---------------------------------------------------------- | --------------------------------------------------------- |
|                                                           | 天橋上的魔術師 （2021年4月3日－2021年5月29日）             |                                                           |
| Live Asia 超級週末現場 （2021年1月9日－2021年3月27日）    | 大債時代 （20:00 - 22:00） （2021年6月5日－2021年6月19日） |                                                           |

| 臺灣 東森戲劇台 每週日 20:00 - 22:00       | 臺灣 東森戲劇台 每週日 20:00 - 22:00          | 臺灣 東森戲劇台 每週日 20:00 - 22:00 |
| ------------------------------------------ | --------------------------------------------- | ------------------------------------ |
|                                            | 天橋上的魔術師 （2021年6月6日－2021年7月4日） |                                      |
| 火神的眼淚 （2021年5月2日－2021年5月30日） | 神之鄉 （2021年7月11日－2021年8月8日）        |                                      |

| 臺灣 TVBS歡樂台 每週六 22:00 - 00:00                  | 臺灣 TVBS歡樂台 每週六 22:00 - 00:00             | 臺灣 TVBS歡樂台 每週六 22:00 - 00:00 |
| ----------------------------------------------------- | ------------------------------------------------ | ------------------------------------ |
|                                                       | 天橋上的魔術師 （2021年12月25日－2022年1月22日） |                                      |
| 火神的眼淚（重播） （2021年11月20日－2021年12月18日） | 用九柑仔店（重播） （2022年1月29日－）           |                                      |

## 獎項及提名
| 獎項         | 類別                   | 入圍者                                 | 結果 |
| 第56屆金鐘獎 | 戲劇節目獎             | 戲劇節目獎                             | 獲獎 |
| 第56屆金鐘獎 | 戲劇節目導演獎         | 楊雅喆                                 | 獲獎 |
| 第56屆金鐘獎 | 戲劇節目編劇獎         | 楊雅喆、蔣友竹、陳虹任、吳季恩         | 提名 |
| 第56屆金鐘獎 | 戲劇節目男主角獎       | 李奕樵                                 | 提名 |
| 第56屆金鐘獎 | 戲劇節目女主角獎       | 孫淑媚                                 | 提名 |
| 第56屆金鐘獎 | 戲劇節目男配角獎       | 朱軒洋                                 | 提名 |
| 第56屆金鐘獎 | 戲劇節目女配角獎       | 黃舒湄                                 | 提名 |
| 第56屆金鐘獎 | 戲劇節目女配角獎       | 盧以恩                                 | 提名 |
| 第56屆金鐘獎 | 戲劇節目最具潛力新人獎 | 李奕樵                                 | 獲獎 |
| 第56屆金鐘獎 | 戲劇節目最具潛力新人獎 | 林潔宜                                 | 提名 |
| 第56屆金鐘獎 | 戲劇節目最具潛力新人獎 | 羅謙紹                                 | 提名 |
| 第56屆金鐘獎 | 戲劇類節目攝影獎       | 陳克勤、高子皓                         | 獲獎 |
| 第56屆金鐘獎 | 燈光獎                 | 葉明廣                                 | 獲獎 |
| 第56屆金鐘獎 | 美術設計獎             | 王誌成、王佳惠、葉智雄、楊喻憲、郭家宥 | 獲獎 |

## 附註
1. ↑  . 聯合報. 2021-03-22  [2021-06-22]. （原始内容存档于2021-06-30）.
2. ↑  . BeautiMode 創意生活風格網. 2020-03-11  [2025-08-12]. （原始内容存档于2025-03-18） （中文（臺灣））.
3. ↑  中央通訊社. . 中央社 CNA. 2020-03-08  [2025-08-12]. （原始内容存档于2022-10-27） （中文（臺灣））.
4. ↑  遠見天下文化出版股份有限公司. . 城市學. 2020-02-06  [2025-08-12]. （原始内容存档于2022-05-18） （中文（臺灣））.
5. ↑  中央通訊社. . 中央社 CNA. 2020-02-01  [2025-08-12]. （原始内容存档于2021-08-23） （中文（臺灣））.
6. ↑  新北市報導, 陳佳鑫 張梓嘉 /. . 公視新聞網 PNN. 2020-03-08  [2025-08-12]. （原始内容存档于2023-12-01） （中文（繁體））.
7. ↑  VERSE. . VERSE. 2021-10-10  [2025-08-12] （中文（臺灣））.
8. ↑  . ELLE. 2021-02-26  [2025-08-12]. （原始内容存档于2021-07-13） （中文（臺灣））.
9. ↑  粘湘婉. . 自由時報. 2020-03-03  [2025-08-12]. （原始内容存档于2020-10-22） （中文（臺灣））.
10. ↑  遠見天下文化. . 城市學. 2020-03-09  [2025-08-12]. （原始内容存档于2022-05-17） （中文（臺灣））.
11. ↑  BeautiMode創意生活風格網. . every little d. 2020-03-23  [2025-08-12]. （原始内容存档于2024-12-08） （中文（臺灣））.
12. ↑  BeautiMode創意生活風格網. . every little d. 2021-03-15  [2025-08-12]. （原始内容存档于2024-12-08） （中文（臺灣））.
13. 1 2 3 4 5 6 7 8 9 10  . www.ptsplus.tv.   [2023-08-21]. （原始内容存档于2023-08-21） （中文）.